# Правда (Дискосвіт)
«Правда» (англ. The Truth) – 25-й роман з циклу гумористичного фентезі «Дискосвіт» відомого англійського письменника Террі Пратчетта.

## Сюжет
У епічному та магічному Анк-Морпорку з'являється перша в Дискосвіті газета. Це спільне підприємство навдивовижу чесного аристократа Вільяма де Ворда і гномів, які навчилися перетворювати свинець на золото за допомогою друкарського верстату.
Де газета, там сенсації і журналістські розслідування. Патрицій Ветінарі спробував вкрасти казну і мало не вбив свого секретаря! Але в офіційній версії не все сходиться. Чому знаменитий тиран, випускник Гільдії Найманих Убивць, не довів справу до кінця? Може, це змова? Державний переворот?!
Новоспеченим акулам пера доведеться знайти таємничого інсайдера, оприлюднити правду про неймовірні події і при цьому не поступитися жовтій пресі, що з'явилася наче гриби після дощу і вже агресивно формує громадську думку байками про літаючі тарілки і дощі з падаючих собак.

## Публікації та переклади
Роман «Правда» був вперше опублікований мовою оригіналу (англійською) у 2000 році. Українською мовою перекладений Олександром Михельсоном у 2010 році. У 2017 році в перекладі Михельсона роман вийшов у «Видавництві Старого Лева».

## Цитата
– Яка... цікава річ, – сказав Патрицій, раптово відкладаючи газету вбік. – Але я мушу спитати – навіщо це вам?

– Це просто мій новинний лист, – сказав Вільям. – Тільки більший. Е–е–е... людям цікаво знати про те, що відбувається довкола. 
– Яким людям?
– Ну... Взагалі–то – всім.
– Справді? Вони вам самі про це сказали?
Вільям проковтнув слину.
– Ну... ні. Але ви знаєте, що я певний час робив свій невинний лист...
– Для різних іноземних правителів і тому подібних персон, – кивнув Патрицій. – Для тих, кому треба знати про події. Знання – частина їхньої роботи. Але це, якщо я не помиляюсь, ви продаєте просто на вулицях?
– В цілому... так, ваша високосте. 
– Цікаво. Чи не спадало вам на думку, що держава схожа, ну, наприклад, на стародавню галеру? Знаєте, таку – з веслярами під палубою, і стерновим та командою на палубі? Усі вони, погодьтеся, зацікавлені, щоб галера не пішла на дно, але – завважте! – можливо, веслярам не варто знати про кожен риф, якого уникнуто в останню мить. Бо це лише непокоїтиме їх та збиватиме з ритму. Все, що треба знати веслярам – це як правильно веслувати, чи не так? 
– І що на кораблі хороший стерновий, – ляпнув Вільям.
Він просто не зміг стриматись. Слова вилетіли назовні самі собою – і тепер загрозливо висіли в повітрі.
Правитель Ветенарі обдарував його поглядом, що тривав на кілька секунд довше, ніж міг би. Після чого його обличчя раптом осяяла широка усмішка.

– Аякже. Це знати вони просто зобов’язані... причому знати твердо.— Террі Пратчетт, «Правда»